# Кароліна Собанська
Кароліна Розалія Текля Жевуська (пол. Karolina Rozalia Tekla Rzewuska), у шлюбі Собанська (пол. Sobańska; 25 грудня 1795, маєток Погребище, Вінницька область — 16 липня 1885, Сен-Жермен-ан-Ле) — авантюристка і таємна агентка царського уряду, в яку були закохані і якій присвячували вірші Олександр Пушкін і Адам Міцкевич. Господиня одеського салону, уславилася на початку 1820-х своєю пекучою, демонічною красою. Її ім'я помилково приписане до назви чорноморського курорту Кароліно-Бугаз.
Сестра Евеліни Ганської і Адама Жевуського, своячка Павла Кисельова, Оноре де Бальзака і Станіслава Монюшка, тітка іншої знаменитої авантюристки Катерини Радзивілл.

## Життєпис

### Походження та ранні роки
Дочка відомого масонського діяча Адама Вавжинця Жевуського.
Дитинство провела у сім'ї багатих родичів: Вацлава «Еміра» Жевуського та Олександри Любомирської. Вацлав Жевуський, молодший кузин батька Кароліни, єдиний син Северина Жевуського, нереалізованого диктатора Речі Посполитої, був власником Підгорецького замку і жив у Відні. Його дружина і водночас двоюрідна племінниця Олександра Любомирська була донькою Розалії Любомирської, яка вела легковажний спосіб життя в передреволюційній Франції і закінчила життя на гільйотині. Страта княгині Любомирської як польської громадянки ледь не зіпсувала безхмарні спершу відносини Робесп'єра з польськими інсургентами. Щоб зам'яти скандал, революціонери випустили з в'язниці юну дочку страченої, дозволивши їй виїхати у володіння Габсбургів.
З юних років Кароліна вирізнялася блискучими манерами, засвоєними у віденському будинку Вацлава й Олександри. Також багато часу вона проводила у Любомирських — діти князя Францішека Ксаверія Любомирського були їй двоюрідними братами та сестрами.

### Одеський період

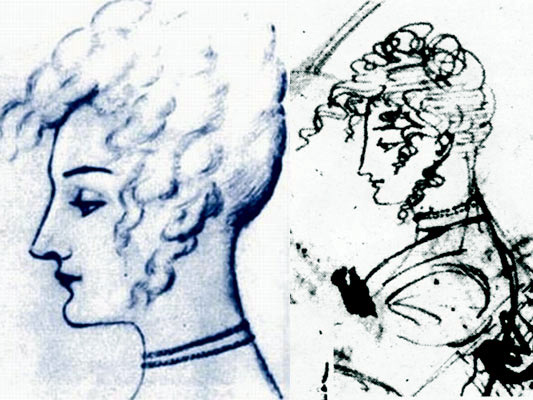
Кароліна Собанська на рисунку О. Пушкіна

1813 року Кароліну видали в шлюб з багатим одеським негоціантом Геронімом Собанським, на понад 10 років старшим за неї власником маєтку у Баланівці, маршалком Ольгопольського повіту. Одеса в той час не була розпещена світським товариством, і поява іноземки «високого світського виховання» справила велике враження. Кароліна завела в Одесі салон на зразок віденського салону своєї тітки, який «колись славився першим у Європі за розумом, люб'язностю та освіченістю його відвідувачів» (Вігель). Сучасники відзначали добре поставлений голос світської левиці і приїздили послухати її спів.
Народивши дочку Гонорату Констанцію, Собанська з 1816 р. припинила спільне проживання з чоловіком (отримала так звану сепарацію). Католицька консисторія санкціонувала у 1825 році фактичне розлучення подружжя з причини «нездоров'я» одного з них, хоча Геронім уклав шлюб з Анною Дзежек.
1821—1836 — в цивільному шлюбі з генералом Яном де Вітте. Одесою ширилися чутки про її зв'язок із генерал-лейтенантом де Вітте — сином грецької куртизанки Софії Потоцької, свояком Марії Валевської і подвійним агентом епохи наполеонівських війн.